# Ornithocephalus ciliatus
Ornithocephalus ciliatus är en orkidéart som beskrevs av John Lindley. Ornithocephalus ciliatus ingår i släktet Ornithocephalus och familjen orkidéer. Inga underarter finns listade i Catalogue of Life.

## Bildgalleri

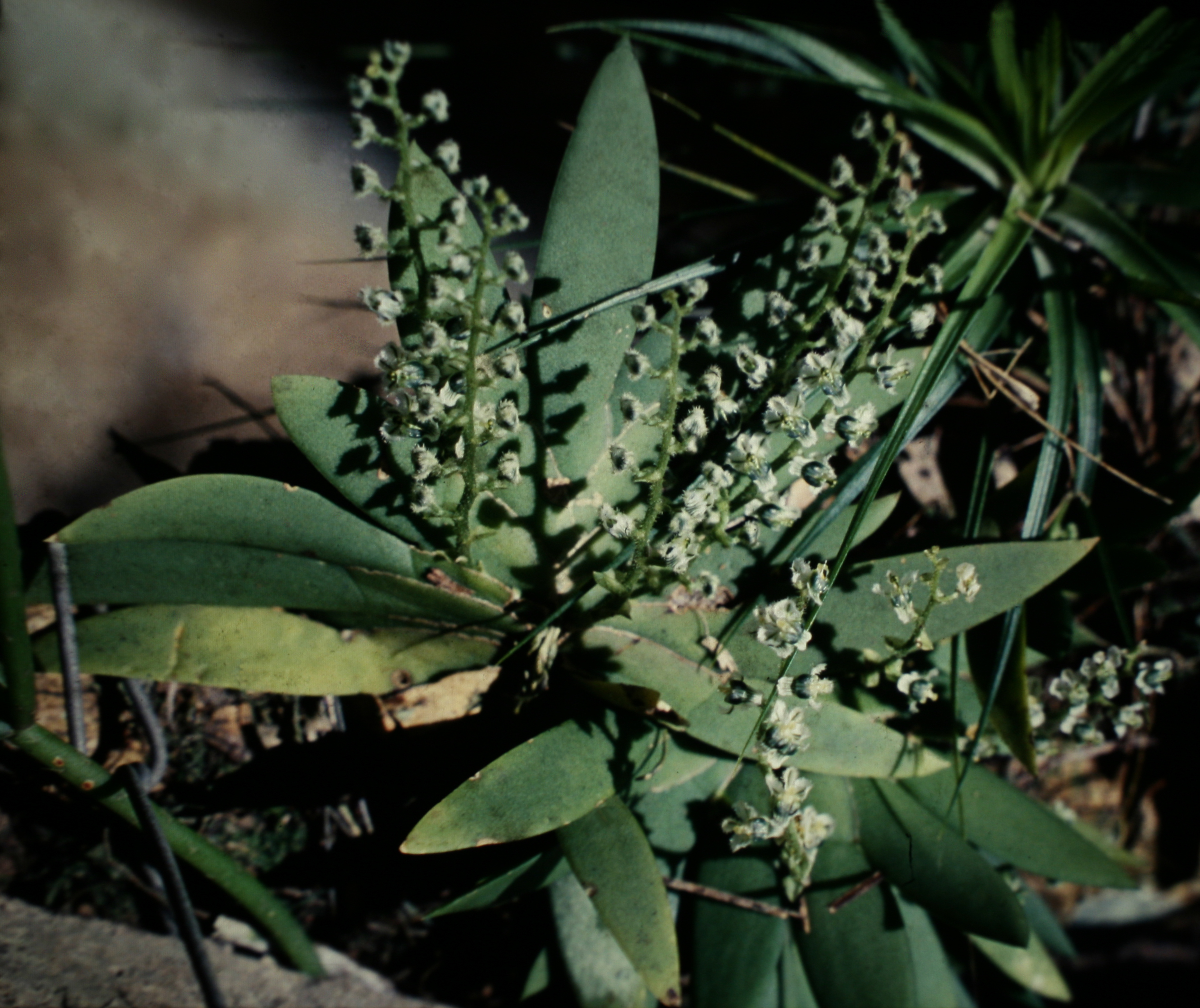
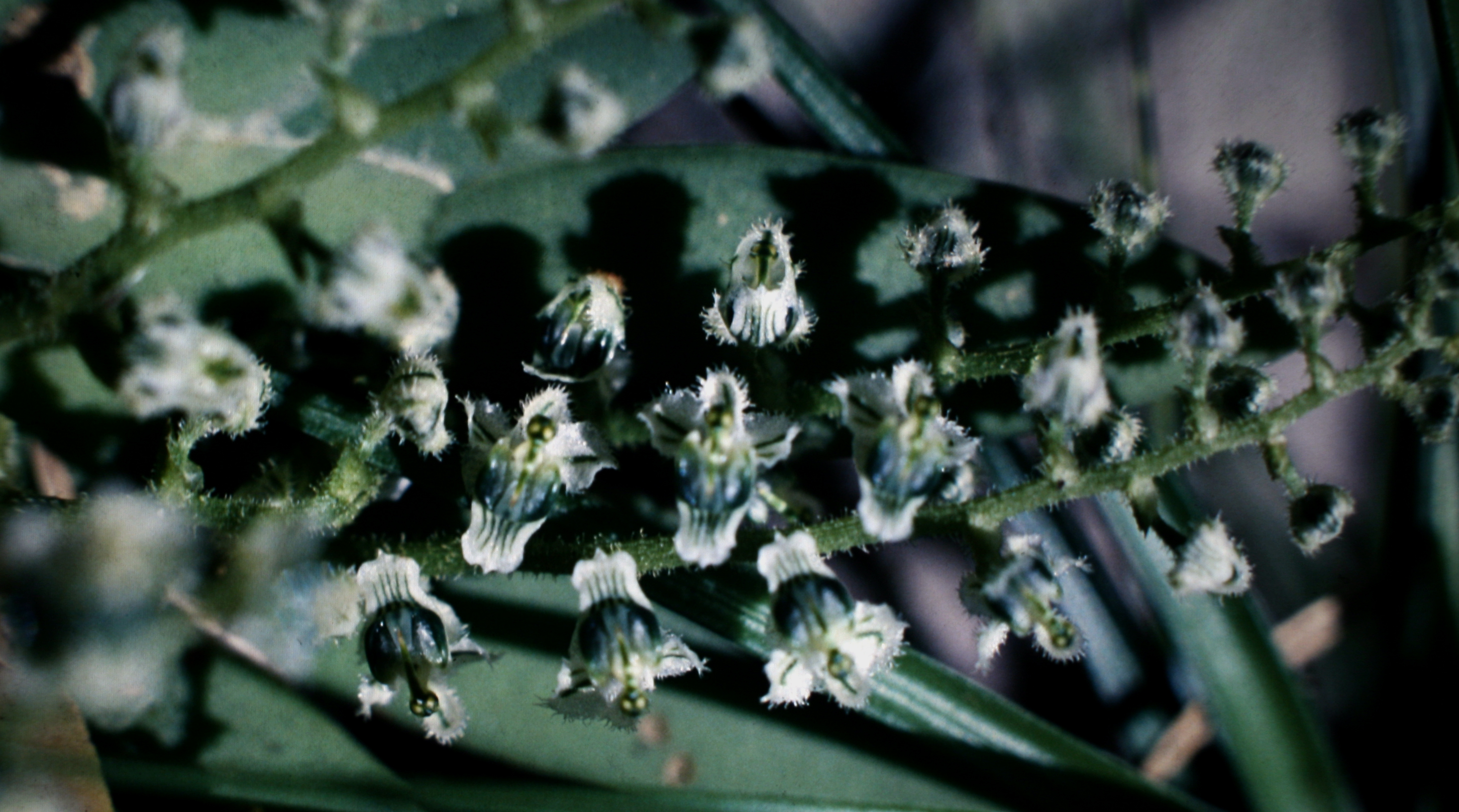
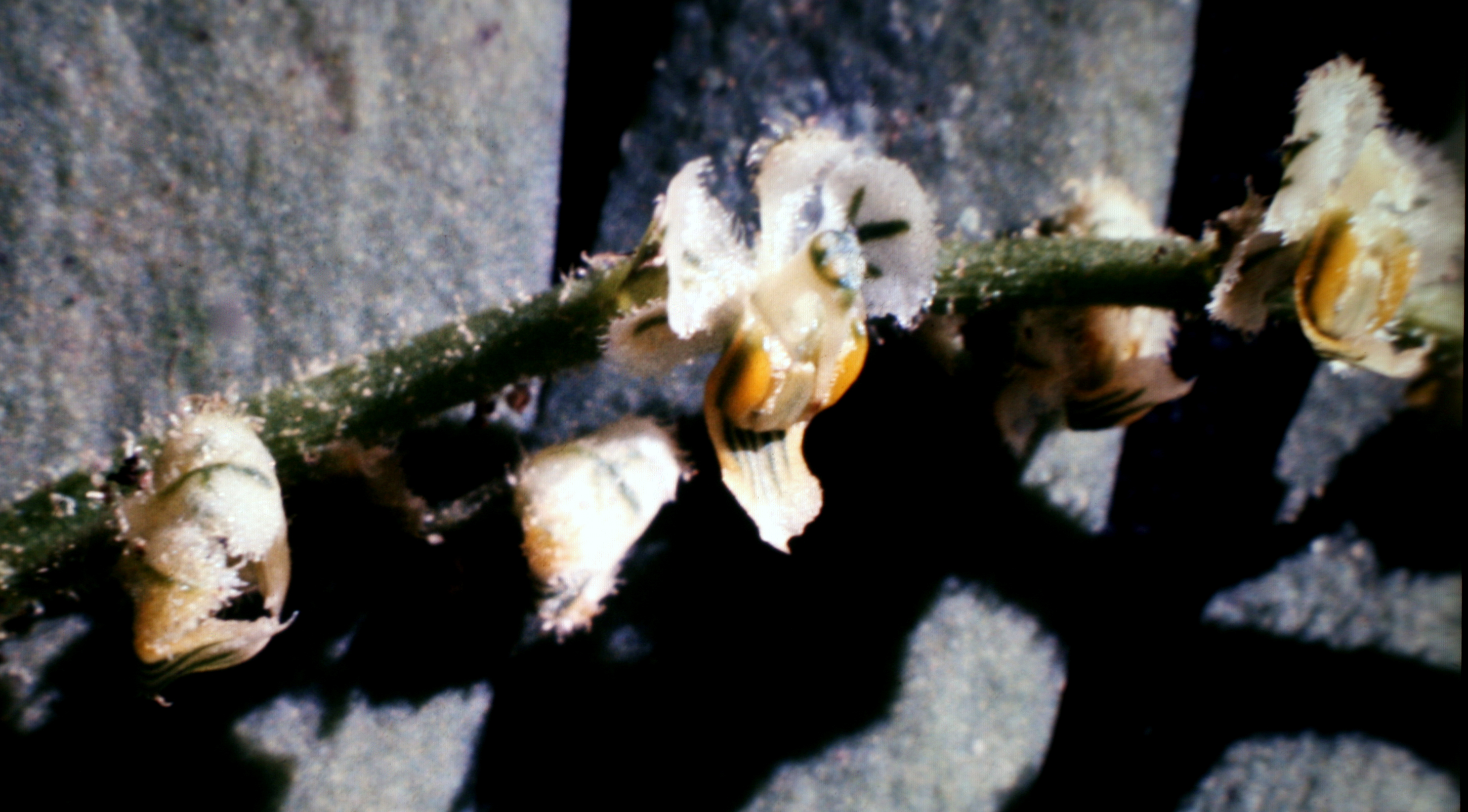
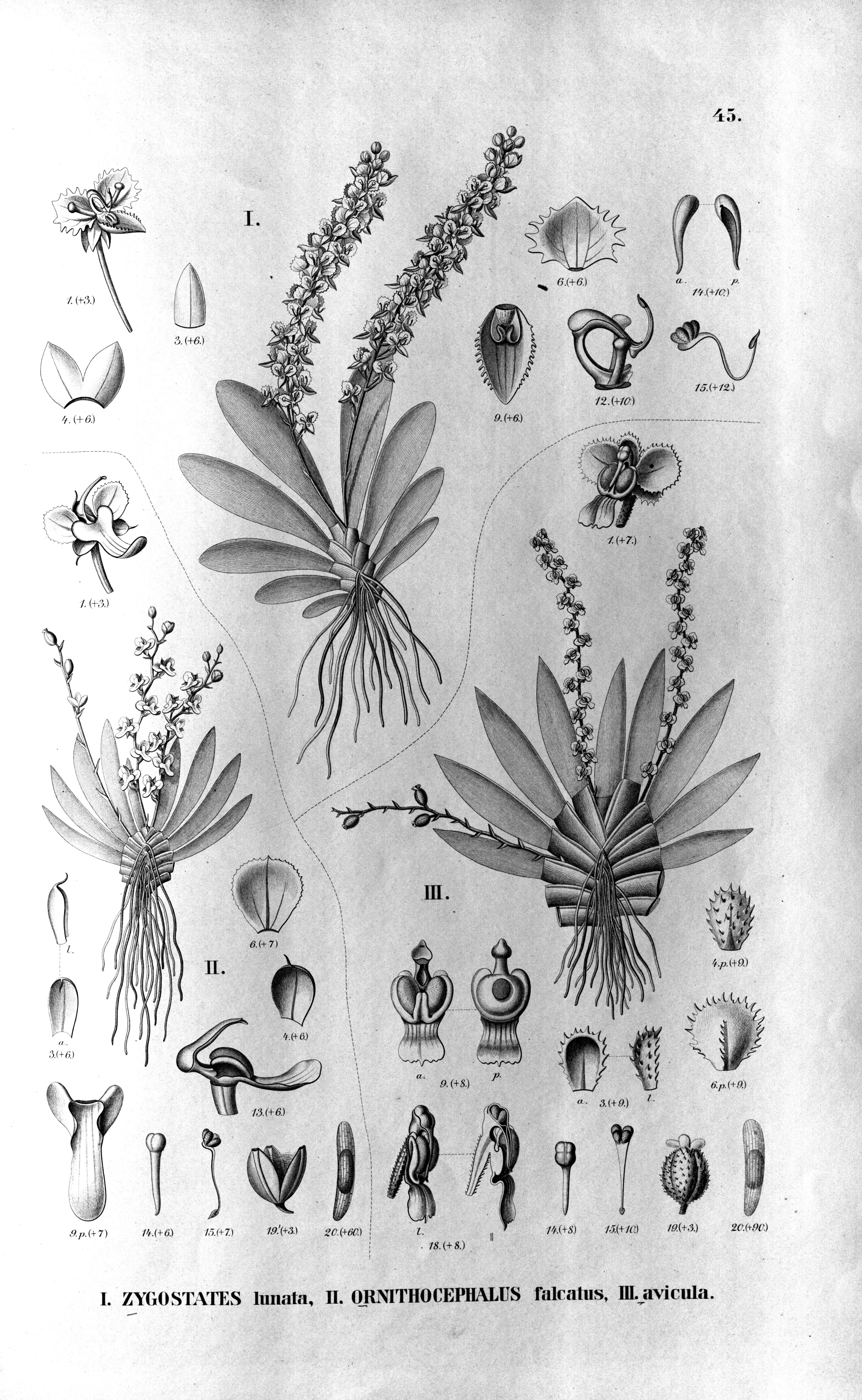